# Gmina Topojë
Gmina Topojë (alb. Komuna Topojë) – gmina położona w środkowo-zachodniej części Albanii. Administracyjnie należy do okręgu Fier w obwodzie Fier. Od północy graniczy z gminą Libofshë, granica przebiega wzdłuż rzeki Seman. W 2011 roku populacja gminy wynosiła 4246 osób w tym 2102 kobiety oraz 2144 mężczyzn, z czego Albańczycy stanowili 18,91% mieszkańców. 
W skład gminy wchodzi dziewięć miejscowości: Topojë, Seman, Seman i Ri, Gjokalli, Sheq Marinas, Sheq, Fushë, Grykë, Kavaklli.